# برنامج رعاية غذاء الأطفال والبالغين
برنامج رعاية غذاء الأطفال والبالغين هو نوع من أنواع المساعدات الاتحادية للولايات المتحدة التي تقدمها وزارة الزراعة في الولايات المتحدة.
وتقدم إلى الدول من أجل تأمين خدمة غذائية مدعومة يومياً لما يقدر ب3.3 مليون طفل و 120.000 من البالغين أو المسنين أو المعاقين عقليا وجسديا في مرافق الرعاية النهارية لغير المقيمين.
ويعد هذا البرامج أحد فروع سياسات وبرامج قسم تطوير برنامج تغذية الطفل بالإضافة لفرع البرامج المدرسية والذي يدير البرنامج الوطني للغذاء المدرسي. ويشار عادة إلى البرنامج بأسم رعاية الطفل، ورعاية الكبار أيضاً.
كما تعمل غالباً بالمساندة مع غيرها من برامج الرعاية النهارية للأطفال والبالغين، مثل "Head Start " أو «الأسبقية».
حيث أن رقمه الفيدرالي هو 10.558، وأصدرت المادة 17 من القانون الوطني للغذاء المدرسي ووزارة الزراعة الأمريكية لوائح البرنامج بموجب الجزء 7 بالإضافة إلى قانون اللوائح الفيدرالية جزء 226.

## فوائد البرنامج
تتضمن فوائد البرنامج من وجبات غذائية ووجبات خفيفة تقدم لـ:
- للأطفال والكبار المؤهلين المسجلين للرعاية في مراكز رعاية الطفل المشاركة.
- مراكز الرعاية النهارية للبالغين.
- مراكز الرعاية خارج ساعات الدوام المدرسي وبرامج مابعد المدرسة المعرضة للخطر.
- ودور الرعاية النهارية للأسرة والمجموعات والمأوى للمشردين والطوارئ.

ويمكن أن تكون هذه المراكز والملاجئ مراكز عامة وغير ربحية أي لا تستهدف الربح
بالإضافة إلى منظمات مملوكة ملكية خاصة، ومدارس، ومنازل خاصة، ومراكز مسنين،
من بين أمور أخرى بشرط أن تتقيد جميعها بمتطلبات الترخيص والموافقة الاتحادية والمحلية.
على كلا، يمكن للأطفال وكبار السن من خلال المراكز الحصول على الأغذية المغذية التي تساهم في تحقيق الصحة والنمو الصحي للأطفال الصغار
وكبار السن والأشخاص ذوي الإعاقة المزمنة.

## الإدارة
تدير دائرة الغذاء والتغذية التابعة لوزارة الزراعة الأمريكية المعونة للولايات من خلال البرنامج، كما يدير البرنامج في معظم الولايات من قبل وكالات تعليمية معينة مثل إدارة التعليم في نيويورك.
وفي بعض الولايات تدير البرنامج وكالة بديلة مثل وزارة الصحة والخدمات الأسرية أو الاجتماعية وفقا لأمر حاكم الولاية.
يمكن لوكالات مختلفة أن تدير برنامج رعاية الطفل ورعاية الكبار اليومية مثل ويلدوود في كولورادو.
وفي ولاية فرجينيا، يدير البرنامج مباشرة مكتب الأغذية والتغذية في وسط المحيط الأطلسي (مارو).
تقدم الفدرالية المساعدة الفعلية المقدمة إلى الولايات والوكلات المعينة على شكل مبلغ نقدي مقابل الوجبات المقدمة، والذي يعد تبرع آخر من وزارة الزراعة الأمريكية لتقديم هذه الوجبات. وتقدم أموال البرنامج إلى الولايات من خلال الخطابات الصادرة بموجب نظام الإدارة المالية لوكالة الأمن الغذائي والتغذية.
تستخدم الولايات بدورها الأموال اللازمة لسداد تكاليف تلك الأعمال الفعلية (مثل تقديم الوجبات) فضلا عن دعم النفقات الإدارية للدولة وبالعموم، تحسب مطالبة الدولة بسداد المبالغ النقدية من وزارة الزراعة الأمريكية أولا بتحديد عدد الوجبات المقدمة (حسب الفئة والنوع)، وضرب مبلغ الخدمة بمعدل الدفع لكل وحدة، ويعرف أيضا باسم «معدل السداد».
يُشار إلى نوع الوجبة من ناحية الخدمة التي تسعى المؤسسة لتسديدها، مثل الإفطار والغداء، والوجبات الخفيفة، والمكملات الغذائية، والعشاء. وتشير «الفئة» إلى نوع الحاجة الاقتصادية لطفل أو البالغ الذي تقدم إليه وجبة الطعام، ويمكن تصنيفها على أنها وجبات «تم الدفع عنها» أو «مخفضة السعر» أو «مجانية».
يحق لمراكز رعاية الأطفال ومراكز الرعاية النهارية للكبار ومراكز خارج المدرسة أن تفرض رسوما واحدة لتغطية الرسم الدراسية والوجبات لاسترداد بعض الكتاليف؛ ومع ذلك، فإن غالبية هذه المراكز تعمل برامج غير تسعيرية أي بمعنى آخر (مجانية).
ومع ذلك، يجب على جميع المؤسسات تحديد أهلية الأطفال والبالغين المسجلين في هذه المراكز (مثل ذوي الدخل المنخفض أو المعوقين ذهنيا أو جسديا، وما إلى ذلك) أما أن تكون وجبات مجانية أو بأسعار مخفضة لأن قرارات الأهلية هذه تؤثر على معدلات سداد قيمة الوجبات المقدمة إلى المسجلين.
ويعتبر الأطفال المشردين المقيمون في مأوى للمشردين المسجلين مستحقين بشكل قاطع للوجبات التي يخدمها ذلك المأوى.
ويمنع على برامج مابعد المدرسة المعرضة للمخاطر، وملاجئ الطوارئ، ودور الرعاية الأسرية العائلية أن تفرض رسوما منفصلة عن الوجبات.
‌